# Friedrich Spielhagen
Friedrich Spielhagen (Magdeburgo, 24 febbraio 1829 – Berlino, 25 febbraio 1911) è stato uno scrittore tedesco.

## Biografia
Nato a Magdeburgo nel 1829, la famiglia si trasferì a Stralsund, dove egli compì il corso ginnasiale, e nelle Università di Berlino, Bonn e Greifswald studiò lettere e filosofia. Dopo aver insegnato in una scuola di Lipsia, alla morte del padre, avvenuta nel 1854, si dedicò interamente alla letteratura. Pubblicò i racconti Clara Vere (1857) e Auf der Düne (1858), e collaborò alla «Zeitung für Norddeutschland» di Hannover e al «Westermanns illustrierte deutsche Monatshefte» di Berlino.
Nel 1861 fu la volta del lunghissimo romanzo Problematische Naturen, scritto sotto l'influsso dell'opera di Karl Gutzkow, che ebbe un seguito nel Durch Nacht zum Licht. Dopo aver viaggiato in diversi paesi europei, tra i quali l'Italia, pubblicò In Reih' und Glied (1866), che ebbe un grande successo in Russia, particolarmente tra la gioventù progressista. Seguirono Hammer und Amboß (1869), Deutsche Pioniere (1870), Allzeit voran (1872), Was die Schwalbe sang (1873), Ultimo (1874), il dramma Liebe für Liebe (1875), Sturmflut (1876), basato sulla crisi finanziaria tedesca seguita alla guerra franco-prussiana, Plattland (1878), Quisisana (1880), Angela (1881), Uhlenhans (1884), Ein neuer Pharao (1889), l'autobiografia Finder und Erfinder (1890), Faustulus (1897), Freigeboren (1900) e altri ancora.
Dal 1895 al 1904 furono pubblicate le sue opere complete, in 29 volumi. Spielhagen, che aveva sposato Therese Boutin (1835–1900) avendone la figlia Elsa (1866–1942), morì il 25 febbraio 1911 e fu sepolto nel Kaiser-Wilhelm-Gedächtnis-Friedhof di Berlino.
Le «nature problematiche» dei romanzi di Spielhagen sono «eroi velleitari e sostanzialmente falsi. Il protagonista, campione del liberalismo, è costruito troppo visibilmente in modo da piacere al pubblico». Anche se dopo il 1870 si avvicinò al socialismo, Spielhagen stesso vedeva «nel proletariato un pericolo per il regno dello spirito, che è poi il regno della bellezza dell'esteta borghese Heyse», e il declino del successo dei suoi romanzi fu dovuto anche al fatto che il loro naturalismo «era troppo lontano dalla naturalezza».